# 郭泰辉
郭泰辉（1981年7月8日—），出生于韩国庆尚北道漆谷郡，足球运动员，现担任中甲球队成都蓉城的助理教练。

## 俱乐部生涯
2005年，郭泰辉在FC首尔开始职业足球生涯，此后他效力于全南天龙。2010年，郭泰辉转会加盟日本职业足球联赛球队京都不死鸟。一个赛季后，他回归K联赛，加盟蔚山现代。
2013年1月18日以500萬美元的身價加盟沙特的沙巴布俱樂部。
2013年12月27日轉會沙特的希拉爾。

## 国家队生涯
2008年1月30日，郭泰辉在和智利的友谊赛中第一次代表国家队出场。2月2日，他在第二次代表国家队出场比赛就打进一球，帮助韩国队在2010年世界杯外围赛中4比0击败土库曼斯坦。2月17日，他又在2008年东亚足球锦标赛和中国的比赛进行到补时阶段时打进致胜一球。